# Das vollelektrische Haus
Das vollelektrische Haus (Originaltitel: The Electric House; Alternativtitel: Trautes Heim – Glück allein) ist eine US-amerikanische Kurzfilm-Komödie mit Buster Keaton in der Hauptrolle, der auch gemeinsam mit Edward F. Cline für Drehbuch und Regie verantwortlich war.

## Handlung
Dem Botanik-Studenten Buster wird durch eine versehentliche Vertauschung in einem Diplom bescheinigt, dass er von Beruf Elektroingenieur sei. Daraufhin erhält er von einem Millionär den Auftrag, sein Haus mit elektrischen Geräten zu bestücken. Zunächst will Buster das Versehen aufklären, doch als er die schöne Tochter des Millionärs sieht, ändert sich das. Mithilfe eines Buches, welches ihm die Tochter geschenkt hat, macht sich Buster eifrig an die Ausführung des Auftrages.
Als die Millionärsfamilie von ihrer Urlaubsreise wiederkehrt, stellt Buster seine Erfindungen vor. Bei einigen Erfindungen gibt es Tücken, mehrfach stürzen beispielsweise Menschen, die mit der Rolltreppe nach oben fahren, aus dem Fenster in den Swimming-Pool. Vieles wirkt auch eher überflüssig, doch insgesamt hat Buster seinen Auftrag so gut ausgeführt, dass die Millionärsfamilie ihre Freunde einlädt, um die Erfindungen ebenfalls zu bewundern. Der echte Elektroingenieur, der den Auftrag durch das anfängliche Vertauschen der Diplome verloren hatte, plant unterdessen seine Rache gegenüber Buster. Er dringt in das Haus ein, sorgt für allerlei Chaos und lässt so Buster schlecht aussehen. Zwar kann Buster den Kontrahenten letztlich mithilfe seiner Erfindungen besiegen, doch dabei fliegt sein Schwindel auf und er wird vom Millionär des Hauses verwiesen. Er will sich daraufhin das Leben nehmen und stürzt sich mit Gewichten beschwert in den Pool, doch die Tochter rettet ihn, indem sie das Wasser ablaufen lässt. Am Ende wird Buster durch den Wasserablauf weggespült.

## Hintergrund
Buster Keaton hatte sich bereits im Frühjahr 1921 an der Verfilmung eines ähnlichen Stoffes probiert. Doch damals geriet er mit seinem Schuh bereits am zweiten Drehtag in eine Rolltreppe, wobei er sich einen Bruch des Sprunggelenkes zuzog. Er musste sich anschließend für fünf Monate schonen. Der fertige Film ist der „zweite Versuch“, welcher im Sommer 1922 gedreht wurde. The Electric House ist eine „gadget comedy“ (Erfindungen-Komödie), die als typisch für den technisch interessierten Keaton gilt. Ihren Witz zieht sie vor allem daraus, dass zahlreiche verrückte Erfindungen präsentiert werden.
Mit Virginia Fox (1902–1982), die hier die Millionärstochter spielt, drehte Keaton zahlreiche Filme zwischen 1920 und 1923. Die Schauspielerin heiratete später den Filmproduzenten Darryl F. Zanuck.
Der Film erlebte seine deutsche Erstaufführung am 22. Januar 1926 unter dem Titel Trautes Heim – Glück allein.